# Jay Briscoe
Jamin Pugh (Salisbury, 25 de janeiro de 1984 – Laurel, 17 de janeiro de 2023) foi um lutador de wrestling profissional norte-americano mais conhecido pelo ring name Jay Briscoe, que trabalhou para a Ring of Honor. Na ROH, foi oito vezes campeão mundial de duplas da ROH com seu irmão Mark Briscoe e duas vezes Campeão Mundial da ROH.

## Carreira

### Combat Zone Wrestling (2001–2003, 2010–2012)
Jay e Mark Briscoe fizeram suas estreias na Combat Zone Wrestling (CZW) no Delaware Invasion em 20 de janeiro de 2001, participando de uma luta handicap de 3 contra 1 contra Trent Acid. No evento inaugural Best of the Best, um show conhecido da CZW por destacar jovens lutadores em lutas hardcores, os dois passaram da primeira fase em uma luta three-way com Nick Mondo que teve a estipulação de que quem levasse o primeiro fall perdia. Eles então foram colocados em uma luta individual um contra o outro, com Jay vencendo e avançando ainda mais. Esta luta foi vista pelos fãs como a melhor do torneio, e ajudou bastante a decolar a carreira dos irmãos, mesmo com eles sendo jovens e com pouco tempo nas indys.

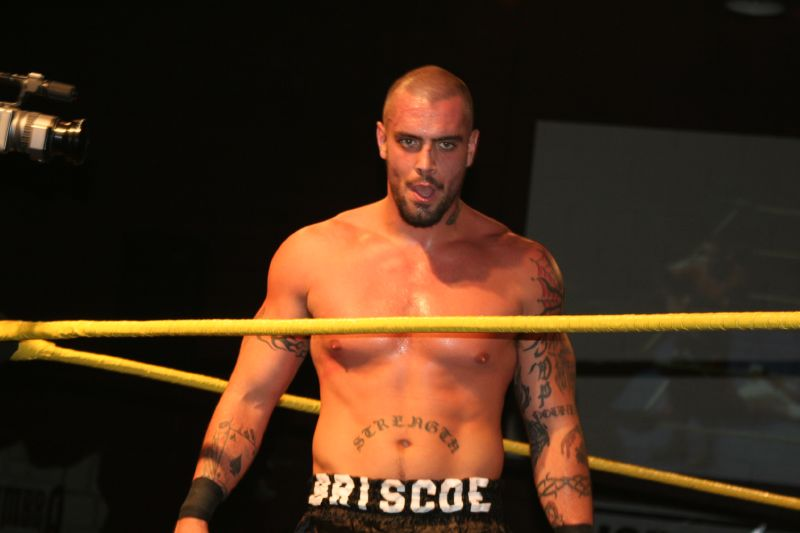
Jay Briscoe at a CZW event

Depois de perder em várias oportunidades de título no Breakaway Brawl e no A New Beginning, os irmãos ganharam o CZW Tag Team Championship em 14 de julho de 2001, na luta em que derrotou a original H8 Club no H8 Club: Dead? No entanto, eles perderam os títulos em sua primeira defesa, para Johnny Kashmere e Justice Pain em 28 de Julho de 2001, no What About Lobo? Mark não foi utilizado durante vários meses após isso, mas Jay continuou como um lutador individual, lutando até mesmo contra Justice Pain pelo CZW Heavyweight Championship no September Slam em 8 de setembro que ele não venceu.
No final de 2001 e em 2002, o território da CZW (a área em que se realizou a maioria de seus eventos) foi mudando de Sewell, New Jersey para Filadélfia, Pensilvânia, a fim de realizar eventos regularmente na antiga arena da ECW, começando em 15 de dezembro no Cage of Death 3. Neste evento, Jay e Mark Briscoe enfrentaram Nick Gage e Nate Hatred, porém na época eles usavam máscaras e foram conhecidos como The Midnight Outlaws. Isto aconteceu pelo fato de Jay ter 17 anos e Mark ter 16; isso significava que como eles tinham menos de 18 anos de idade, não podiam trabalhar legalmente no wrestling no estado da Pensilvânia. Como a CZW começou a realizar shows regularmente na área da Filadélfia, Midnight Outlaws fizeram aparições nos quatro eventos seguintes da CZW. No evento A Higher Level of Pain em 13 de abril de 2002, Jay apareceu lutando fora da Midnight Outlaws, em uma luta tag team com Ruckus contra Mark e outra pessoa. Nesta altura, Jay já tinha 18 anos. Jay e Ruckus foram vencedores da luta, e esta foi a última vez que qualquer um dos irmãos apareceram na CZW até 12 de abril de 2003, onde Jay e Mark ambos retornaram para o Best of the Best 3. Jay era um candidato surpresa depois de ser hostilizado por AJ Styles, com Mark substituindo o lesionado Ruckus. Jay avançou para as semifinais, onde perdeu para B-Boy, e Mark perdeu seu luta para Sonjay Dutt. Os dois enfrentaram os Backseat Boyz pelo CZW Tag Team Championship no Truth or Consequences em 14 de junho, mas não conseguiram vencer os títulos.
Em 11 de dezembro de 2010 no Cage of Death XII, os Briscoes voltaram para a CZW e desafiaram os novos CZW World Tag Team Champions Philly's Most Wanted Eita e Joker para um combate pelos títulos em Janeiro. Em 7 de janeiro de 2011, no "From Small Beginnings Come Great Things" Philly's Most Wanted manteve seus títulos contra os Briscoe Brothers em luta que terminou em no contest. Os Briscoes então desafiaram Philly's Most Wanted para uma revanche sem desqualificação. Em 12 de fevereiro de 2011 no "Twelve: The Twelfth Anniversary Event" os Briscoe Brothers derrotaram Philly's Most Wanted para se tornar os novos CZW World Tag Team Champions. Eles perderam os títulos de volta para Philly's Most Wanted em 14 de maio de 2011. Os Briscoes voltaram a CZW novamente em 10 de Novembro de 2012, contra Dave e Jake Crist em uma luta que perderam.

### Jersey All Pro Wrestling (2001–2002, 2005)
Jay Briscoe fez a sua estreia na Jersey All-Pro Wrestling (JAPW) em 24 de Março de 2001, no March Madness Night 2, perdendo para Insane Dragon e Dixie em parceria com seu irmão Mark. Eles pararam de fazer aparições pois eram menores de idades na época. Eles fizeram três outras aparições na JAPW em 2001, e perderam uma luta pelo JAPW Tag Team Championship contra Dragon e Dixie's no Here to Stay.
Jay Briscoe fez o seu regresso a JAPW em 2002 em 13 de julho, no Unfinished Business, em que ele e Dragon conquistaram o JAPW Tag Team Championship fazerem o pin no mesmo momento nos membros da Da Hit Squad. Após isso, houve uma revanche pelos titles entre os ex-campeões e o time de Mark Briscoe e Deranged em uma luta tables, ladders, and chairs que a Da Hit Squad venceu. Nos dois shows seguintes, em 20 de setembro no Family Crisis 2, Da Hit Squad defendeu com sucesso seus títulos contra os Briscoes Brothers em uma luta normal.
Os Briscoes não apareceram na JAPW novamente até o final de 2005, e lutaram pelo título de dupla novamente, desta vez contra as equipes de Teddy Hart e Homicide, os Backseat Boyz, e The S.A.T.. A luta, que aconteceu no evento da JAPW 8th Year Anniversary Show, que foi ganha por Hart e Homicide. No show seguinte, no Fall Out, o S.A.T. derrotou os Briscoes, assim, tornando-se desafiantes número um pelo título de duplas da JAPW. A dupla fez aparições na JAPW no início de 2006, perdendo junto com os Outcast Killers para o S.A.T. mais uma vez no Wild Card II em uma luta pelos títulos de duplas, e depois perdendo para o Brotherly Love equipe de Sabu e Sonjay Dutt. Em outubro de 2008, os Briscoes competiram no evento da JAPW 11th Anniversary Show contra LAX (Homicíde e Hernandez). Durante uma luta do lado de fora do ringue, Mark sofreu um corte grande no lado de sua cabeça.

### Ring of Honor

#### Debut e Tag Team Champions (2002–2004)
Os Briscoe Brothers têm lutado extensivamente para a Ring of Honor. Jay lutou no primeiro show da história da ROH, The Era of Honor Begins, perdendo para Amazing Red. Mark faria seu segundo combate no ringue, mas não conseguiu lutar por causa da lei do trabalho infantil da Pensilvânia (a maioria dos primeiros espetáculos da ROH teve lugar na Filadélfia). Jay lutou os quatro shows seguintes da ROH, contra Spanky, Tony Mamaluke, Doug Williams, e James Maritato, perdendo para todos, com exceção de Mamaluke. No Honor Invades Boston, quando Mark foi capaz de lutar, ele derrotou o seu irmão, na luta anterior ao combate principal da noite. Os Briscoe Brothers passaram a rivalizar brevemente um contra o outro, tempo durante o qual Jay venceu uma luta sem o título em jogo contra o Campeão da ROH Xavier no Glory By Honor. Isso lhe valeu uma chance pelo título no All-Star Extravaganza, que ele não venceu. No Scramble Madness, de volta a Boston, os Briscoe Brothers tiveram que escolher um parceiro para lutarem em uma luta de tag teams. Jay pegou seu antigo inimigo Amazing Red, enquanto o parceiro de Mark era Christopher Daniels, como ele se juntando a The Prophecy. Daniels derrotou Red para ganhar a luta. A rivalidade dos irmãos foi concluída no First Anniversary Show, quando Jay derrotou Mark em uma luta, e os dois se abraçaram depois para se reunirem novamente. Mark nunca deixou explicitamente a Prophecy, mas na formação de uma equipe com seu irmão, ele terminou sua parceria com eles.
Recém-unidos como uma equipe na ROH, os Briscoes começaram em 2003, a rivalizar com AJ Styles e Amazing Red, então detentores do Campeonato Mundial de Duplas da ROH, perdendo em uma luta pelo título no Night of Champions, The Epic Encounter, e no Death Before Dishonor que, por estipulação era sua última luta pelo título, com Styles e Red defendendo os títulos. Antes da última luta, uma pesquisa foi realizada no site da ROH, perguntando aos fãs se eles queriam ver uma terceira luta entre as duas equipes. Mais de 80% dos entrevistados votaram "sim". No Beating the Odds, eles voltaram de uma breve ausência para lutarem e vencer lutas que ninguém esperavam que eles vencessem, em que Mark venceu o veterano da ROH B.J. Whitmer e Jay enfrentou numa luta Four Corner Survival o Campeão Mundial da ROH Samoa Joe, o Campeão Mundial dos Pesos-Pesados da NWA AJ Styles, e Chris Sabin, derrotando Sabin para ganhar uma chance pelo título de Joe. Na estreia do ROH's Maryland, Joe reteve seu título sobre Jay.
Os Irmãos participaram de uma luta gauntlet no Glory By Honor 2, que foi realizado pelo título de duplas da ROH, pois um dos campeões Red se machucou. Eles derrotaram e eliminaram o Special K equipe de Hydro e Angeldust, bem como The Ring Crew Express, antes de ser eliminados por outra equipe da Special K na luta, Izzy e Dixie, devido a interferências de Angeldust. Depois de Izzy e Dixie mais tarde ganharem o título de tag team, os Irmãos ganharam uma chance por ele, no Main Event Spectacles A razão dada na história foi que eles tiveram a chance, uma vez que só perderam na luta anterior porque Special K os atrapalharam. No segmento desse evento de abertura, eles estavam aliados com Jim Cornette, porque, no enredo, Cornette queria criar novos campeões. Eles atacaram seu ex-cliente, Samoa Joe, que Cornette abandonou desde que ele deixou de ser campeão. Eles conquistaram os títulos mais tarde no mesmo show. Nos eventos The Conclusion, The Battle Lines Are Drawn e The Last Stand, que foi por estipulação de Joe a última chance pelo título de tag team, eles mantiveram os títulos contra Joe e um parceiro diferente de cada vez, sendo estes AJ Styles, Bryan Danielson, e Jerry Lynn, respectivamente. Como Joe tomou pinfalls nos eventos The Conclusion (Mark) e The Last Stand (Jay), os dois irmãos posteriormente ganharam uma chance pelo título mundial da ROH. Ambos perderam; Mark no Final Battle 2003 e Jay no At Our Best luta steel cage que foi bastante sangrenta e é uma das lutas mais memoráveis de todas.
Eles perderam os título de tag team para CM Punk e Colt Cabana na estreia da área da ROH, ROH Reborn: Stage Two, e trabalharam na ROH pela primeira vez como heels. No show seguinte, Round Robin Challenge III, o título mudou três vezes de campeões entre as equipes no desafio round robin, os Second City Saints (Punk e Cabana), os Briscoe Brothers, e a equipe Prophecy de Dan Maff e B.J. Whitmer. Os Briscoes derrotaram Maff e Whitmer, na quarta luta da noite para ganhar o título pela segunda vez, e depois perderam de volta para Punk e Cabana no evento principal. Os Irmãos participaram ambos do inaugural ROH no torneio Survival of the Fittes, com Mark a passar por Alex Shelley em sua luta qualificatória e Jay perdendo pra Homicide. Mark no entanto, não conseguiu vencer a eliminação final. Depois de perder uma luta tag team two out of three falls pelo título de duplas para Punk e Cabana no Death Before Dishonor II Part 1 terminando sua rivalidade, eles perderam em separadamente para os membros da The Rottweilers. Entre isso e sua vitória no Testing the Limit em uma luta tag team, uma luta pelo título foi marcada entre os Briscoes e os Rottweilers.
Em 17 de janeiro de 2023, Briscoe morreu em um acidente de carro em Laurel, Delaware, aos 38 anos. Sua morte foi anunciada no Twitter pelo proprietário da AEW e ROH, Tony Khan.

## No wrestling
- Ataques e movimentos secundários
  - Jay-Driller
  - Cannonball Senton
  - Sitout Front Suplex
  - Death Valley Driver
  - Super Sitout Front Suplex
  - Muscle Buster
  - The Crucible (Falcon Arrow)
  - Half & Half (Half Nelson/Chickenwing Suplex)Yakuza
  - Press Slam Death Valley Driver
  - Running Dropkick
  - Front Suplex
  - Running Swinging Neckbreaker
  - Running Back Elbow Smash
  - Flying Splash

## Campeonato e prêmios
- Combat Zone Wrestling

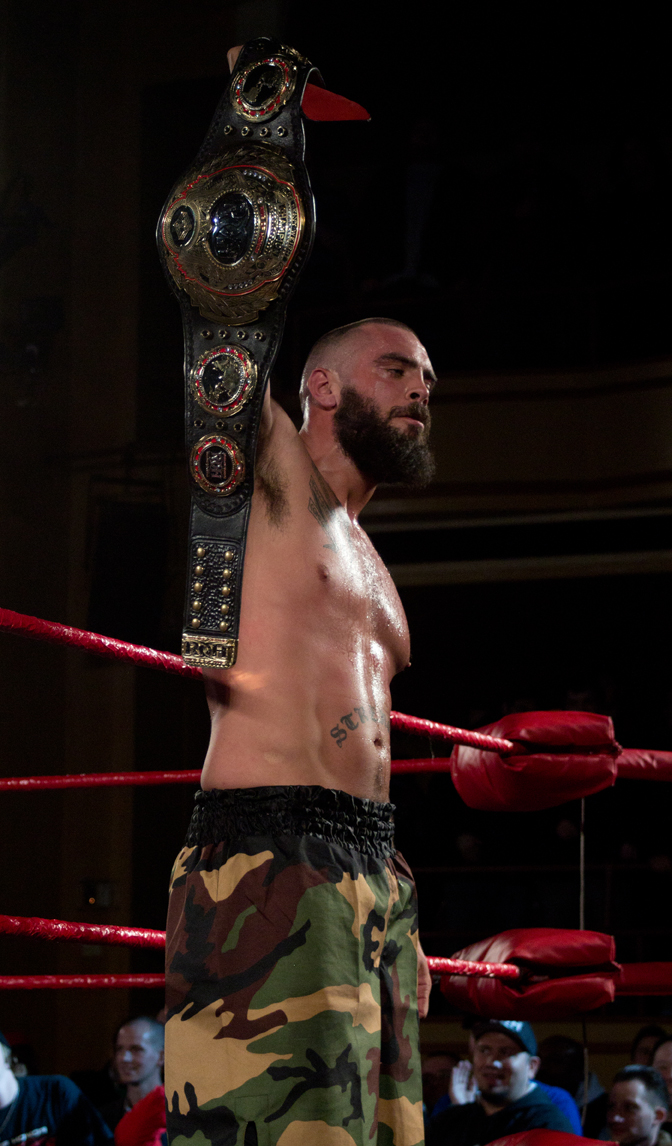
Jay Briscoe como Campeão Mundial da ROH

  - CZW World Tag Team Championship (2 vezes) - com Mark Briscoe[8][60]

- Extreme Rising
  - Match of the Year (2012) com Mark Briscoe vs. The Blk Out vs. Los Dramáticos [61]
  - Extreme Rising Moment of the Year (2012) com Mark Briscoe em uma luta contra a Blk Out e Los Fantásticos.

- Full Impact Pro
  - FIP Tag Team Championship (1 vez) - com Mark Briscoe

- Jersey All Pro Wrestling
  - JAPW Tag Team Championship (1 vez) - com The Insane Dragon[62]

- NWA Wildside
  - NWA Wildside Tag Team Championship (1 vez)[63] - com Mark Briscoe

- Premier Wrestling Federation
  - PWF United States Heavyweight Championship (1 vez)[64]
  - PWF United States Heavyweight Championship Tournament (2009)[65]

- Pro Wrestling Noah
  - GHC Junior Heavyweight Tag Team Championship (1 vez) - com Mark Briscoe

- Pro Wrestling Unplugged
  - PWU Tag Team Championship (1 vez) - com Mark Briscoe

- Real Championship Wrestling
  - RCW Tag Team Championship (1 vez)[66][67] - com Mark Briscoe

- Ring of Honor
  - ROH World Championship  (2 vezes)[68][69]
  - ROH World Tag Team Championship (8 vezes) – com Mark Briscoe[46][70][71][72]
  - ROH Honor Rumble (2009) – com Mark Briscoe[73]

- Squared Circle Wrestling
  - 2CW Tag Team Championship (1 vez) – com Mark Briscoe[74]

- USA Pro Wrestling / USA Xtreme Wrestling
  - USA Pro/UXW Tag Team Championship (2 vezes)[75][76] - com Mark Briscoe

- Wrestling Observer Newsletter awards
  - Tag Team of the Year (2007) - com Mark Briscoe